# Park Chul-woo (siatkarz)
Park Chul-woo (kor. 박철우, ur. 25 lipca 1985 w Gumi) – południowokoreański siatkarz, reprezentant Korei Południowej, grający na pozycji atakującego.

## Sukcesy klubowe
Mistrzostwo Korei Południowej:
- 2006, 2007, 2011, 2012[1], 2013, 2014[2]
- 2005, 2008, 2009, 2010
- 2018, 2022, 2023[3]

Puchar KOVO:
- 2006, 2008[4], 2018[5], 2020

## Sukcesy reprezentacyjne
Mistrzostwa Azji Juniorów:
- 2004

Mistrzostwa Azji:
- 2005

Puchar Azji:
- 2014
- 2008

Igrzyska Azjatyckie:
- 2010, 2014

## Nagrody indywidualne
- 2006: MVP Pucharu KOVO
- 2008: Najlepszy atakujący Pucharu Azji
- 2008: MVP Pucharu KOVO